# Pieux Établissements de la France à Rome et Lorette
Les Pieux Établissements de la France à Rome et à Lorette sont une fondation administrée par la France depuis son ambassade auprès du Saint-Siège.
L’affectation de certains de ses biens, comme La Trinité-des-Monts et l’église de Saint-Claude-des-Bourguignons, fait l’objet d’accords internationaux bilatéraux entre la France et le Saint-Siège.

## Dotation
La fondation comprend en 2010 cinq églises romaines :
- La Trinité-des-Monts (dominant la place d'Espagne) ;
- Saint-Claude-des-Bourguignons de Franche-Comté (entre la Chambre des Députés et la place d'Espagne) ;
- Saint-Louis-des-Français (entre le Panthéon et la place Navone) ;
- Saint-Nicolas-des-Lorrains (juste à côté de la place Navone et de Saint-Louis-des-Français) ;
- Saint-Yves-des-Bretons (près de la place Navone et de Saint-Louis-des-Français).

Ainsi que douze immeubles de rapport dans Rome, et un autre abritant la Chapellenie nationale de France à Lorette.
Le fruit de ces biens se monte à environ cinq millions d'euros de recettes par an.

## Histoire

### Origine
La première église construite à Rome pour accueillir les pèlerins français date de Charlemagne et était un petit édifice situé près du Cimetière Campo Santo dei Teutonici e dei Fiamminghi. Les bulles pontificales du pape Sixte IV de 1478 qui créent l'archiconfrérie des Français à Rome rendent obligatoire de construire des centres d'accueil pour ces pèlerins.
Saint-Louis-des-Français, église nationale des Français à Rome, est consacrée en 1589.
Avant leur rattachement à la France, trois entités sont dotées par le Pape d’églises nationales à Rome :
- Le duché de Bretagne :  Saint-Yves-des-Bretons, église des VIIIe et IXe siècles attribuée à la Bretagne en 1455 et reconstruite en 1875,
- Le duché de Lorraine :  Saint-Nicolas-des-Lorrains, église attribuée à la Lorraine en 1622 et reconstruite en 1632,
- Le comté de Bourgogne :  Saints-Claude-et-André-des-Bourguignons de Franche-comté, église attribuée à la Franche-comté en 1662 et reconstruite en 1730.

Ces trois églises nationales perdent leur autonomie à la suite de l’union avec la France. Elles relèvent actuellement des Pieux Établissements de la France à Rome et Lorette.
Le 29 mars 1790, le pape Pie VI tient un consistoire secret, au cours duquel il dénonce particulièrement la sécularisation des biens ecclésiastiques et la constitution civile du clergé. Il charge alors le cardinal de Bernis, ambassadeur de France auprès du Saint-Siège, de regrouper tous les établissements religieux à Rome (constitués au cours des âges de dons et de legs de Français illustres ou obscurs, dirigés par des organes propres), et de les placer sous sa tutelle.

### Démarche d'annexion par le gouvernement mussolinien en 1943
Le gouvernement fasciste de Benito Mussolini désirant, pour des questions de propagande, humilier la France, demandera aux représentants de l'ambassade de France près le Saint-Siège de leur remettre les biens des « pieux  établissements » ainsi que la villa Médicis.
L'ambassadeur de France Léon Bérard et son conseiller Georges de Blesson ne sont pas autorisés à quitter le Vatican où ils ont dû se réfugier depuis l'armistice de 1940, évitant ainsi l'expulsion du corps diplomatique devenu effectif pour les diplomates de l'autre ambassade française, près le Quirinal.
François de Vial, attaché de l'ambassade de France près le Saint-Siège, sera autorisé à habiter le palais Taverna-Orsini, siège de l'ambassade, et deviendra le seul Français ayant une habilitation permanente permettant de circuler dans Rome. Il sera ainsi conduit à devoir négocier avec le gouvernement fasciste pour en éviter l'annexion des Pieux Établissements de la France à Rome et Lorette, ceci avant la chute du Grand Conseil fasciste et du gouvernement de Mussolini le 24 juillet 1943. Il sera aidé dans cette circonstance par Giovanni Battista Montini, le futur Paul VI.

## Direction
Le 3 septembre 2024, la Cour des comptes publie un rapport critiquant la gestion des Pieux Établissements, mettant en évidence une « absence d'inventaire », « l’inexistence de procédures de mise en concurrence », des comptes insatisfaisants, un manque de plan de sauvegarde des œuvres et une sécurité incendie imparfaite,.

### Administration
Les Établissements sont dirigés par un administrateur.
- Bernard Ardura de 2005[8] à 2019[9]
- Michel Kubler de 2019 à 2021[10]
- Philippe Bordeyne entre 2021[11] et 2023[12]
- Renaud Escande depuis 2023[1].